# Telegrafverket

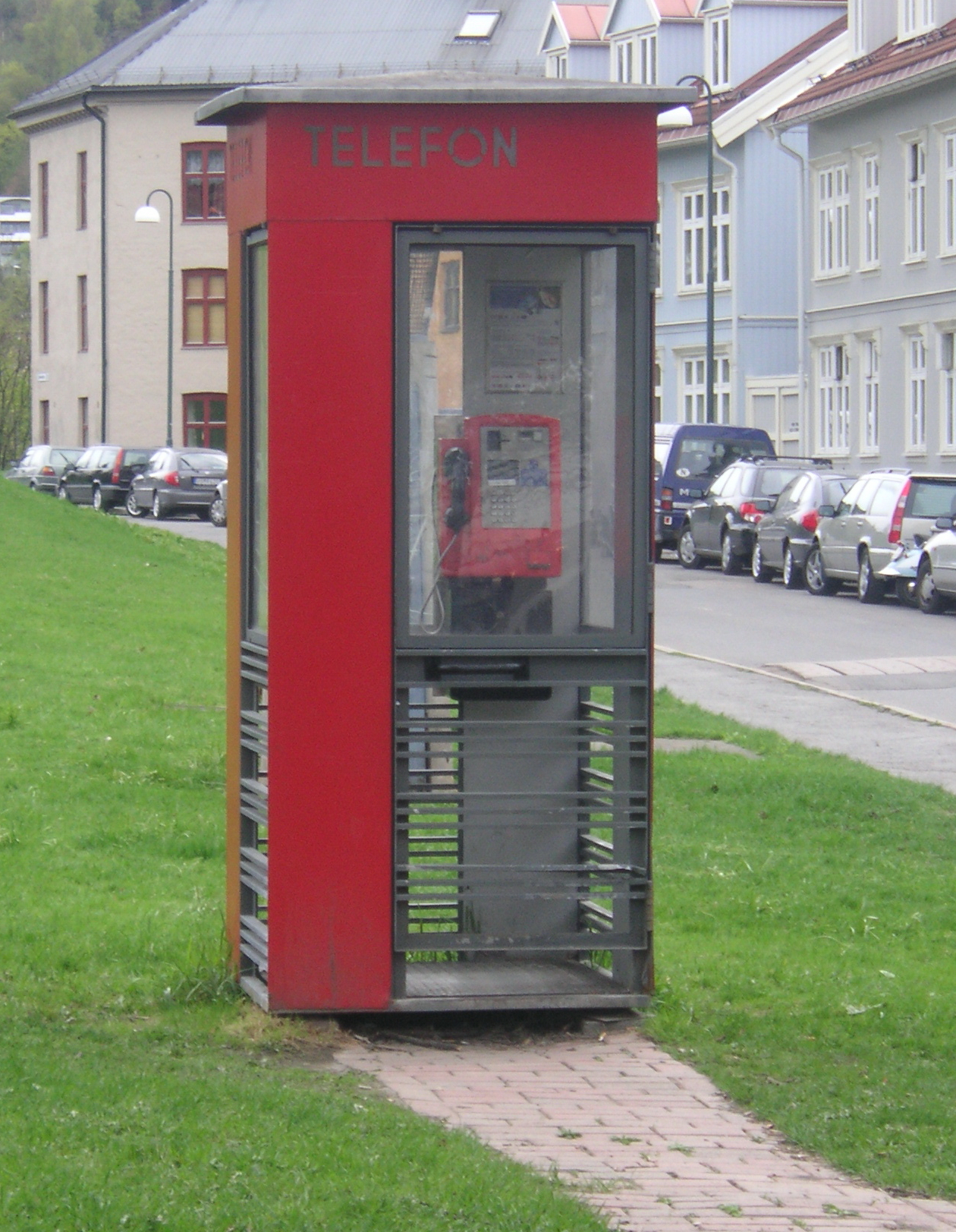
Die klassische Telefonzelle des Telegrafverket wurde 1932 von Georg Fredrik Fasting entworfen

Telegrafverket war eine staatliche, norwegische Telefongesellschaft. Sie wurde 1855 gegründet und bekam später das Monopol auf den Ausbau und Betrieb öffentlicher Telefondienste in Norwegen. 1969 wurde der Name in Televerket, 1995 in Telenor geändert. Das Monopol auf den Verkauf von Telefonapparaten wurde 1988 abgeschafft, das eigentliche Telefonmonopol jedoch erst 1995. 

## Name
Das Telegrafverket hatte über die Jahre eine Reihe von verschiedenen Namen. Telegrafverket, Den Norske Statstelegraf (oder Statstelegrafen), Rikstelegrafen und Det Norske Telegrafvæsen (oder: Telegrafvæsenet) waren Namen, die die Gesellschaft bis 1933 trug, bis dieser  wieder in Telegrafverket geändert wurde. 1969 hieß die Gesellschaft in Verbindung der Einrichtung der Datenübertragung wieder Televerket.  Am 1. Januar 1995 wurde das Televerket in eine staatliche Aktiengesellschaft überführt und heißt seitdem Telenor.

## Geschichte

### Hintergrund
Zu Beginn des 18. Jahrhunderts hatte Norwegen ein optisches Telegrafensystem, welches dem Militär gehörte und die gesamte Küste bis Folda abdeckte. Nach 1814 verfiel dieses System immer mehr, selbst König Oscar I konnte um 1848 den Betrieb nicht wiederbeleben. Zu gleicher Zeit erklärte Marineleutnant Carsten Tank Nielsen nach einer Reise nach Schweden, dass die Zeit der optischen Telegrafen vorbei war und schlug gleichzeitig die Einrichtung eines elektrischen Telegrafen vor.
Nachdem der elektrische Telegraf in Europa schon länger in gebrauch war, wurde 1852 eine königliche Kommission ins Leben gerufen, bestehend aus Oberstleutnant M. S. Wergeland, Lektor Ole Jacob Broch und Marineleutnant Tank Nilsen. Sie schlugen vor, eine Telegrafenverbindung über das südliche Norwegen sowie von der Reichsgrenze von Fredrikshald bis Mandal zu errichten. Diese Pläne wurden 1854 durch das Stortinget bewilligt.

### Telegraf
Das Telegrafverket startete seinen Betrieb am 1. Januar 1855 mit einer Telegrafenverbindung zwischen Oslo und Drammen. Gleichzeitig wurde mit dem Aufbau des Telegrafnetzes im ganzen Land begonnen.

### Telefon
1880 eröffnet die Bell Telephone Co. das erste norwegische Telefonnetz mit Niederlassungen in Oslo und Drammen. Nicht sehr viel später wurden viele einzelnen Telefonvereinigungen, -gesellschaften und -kooperationen im ganzen Land gegründet. Um die Jahrhundertwende griff der Staat regulierend ein, so dass das Telegrafverket nacheinander alle 200 lokale und private Telefonanlagen übernehmen konnte. Im Laufe der ersten Hälfte des 19. Jahrhunderts baute das Telegrafverket ein landesweites Telefonnetz, das rikstelefon auf. Die erste automatische Vermittlungszentrale wurde 1920 in Skien eröffnet. Nach dem Kauf der letzten privaten Gesellschaft 1974 erhielt das Televerk das Monopol über das Telefonnetz und die letzten manuellen Vermittlungszentralen wurden automatisiert. Die Auslandsverbindungen wurden 1985 teilautomatisiert. Das Monopol auf den Verkauf von Telefonapparaten endete 1988, 1991 bekamen sowohl Netcom als auch das Telegrafverket die Lizenz zum Aufbau eines GSM-Mobiltelefonnetzes in Norwegen.